# Copris armeniacus
Copris armeniacus är en skalbaggsart som beskrevs av Falderman 1835. Copris armeniacus ingår i släktet Copris och familjen bladhorningar. Inga underarter finns listade i Catalogue of Life.